# Baggio (Mailand)
Baggio (lombardisch Bagg [ˈbadʒ]) ist ein Stadtteil der norditalienischen Großstadt Mailand. Er befindet sich im Westen der Stadt und gehört zum 7. Stadtbezirk.
Wegen seiner Lage am Stadtrand hat Baggio ein kleinstädtisches Charakter erhalten.

## Geschichte

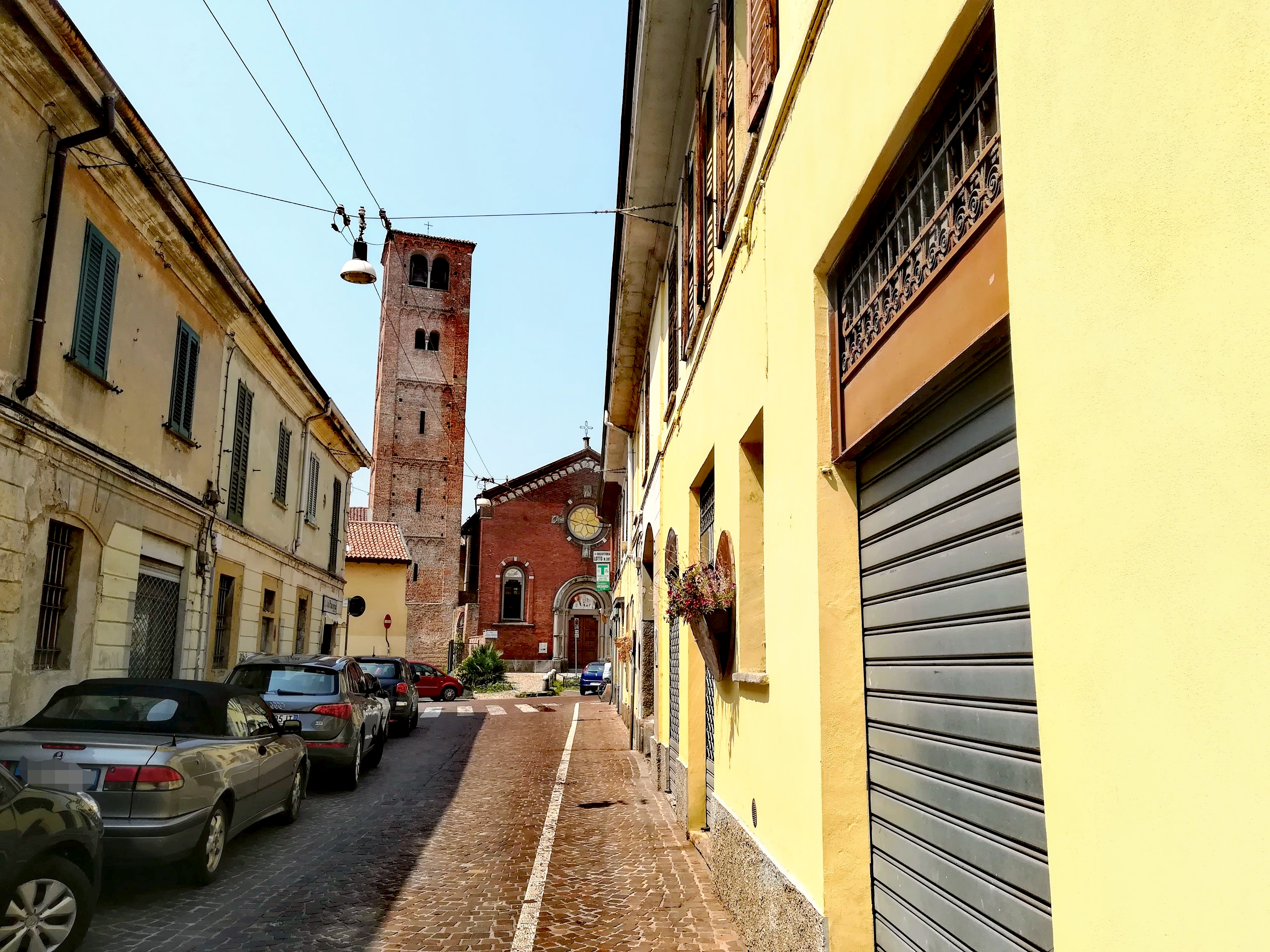
Im alten Dorfkern

Die Ursprünge des Ortes sind bis heute wenig bekannt: erstmals wurde Baggio im Jahre 1277 erwähnt.
Die Gemeinde Baggio gehörte seit dem Mittelalter zum Pfarrbezirk Cesano.
1809 wurde per Napoleonischen Dekret an die Gemeinde Baggio die aufgelöste Gemeinde Seguro eingeschlossen; allerdings zwei Jahre später wurde Seguro wieder abgetrennt, während zu Baggio kam die aufgelöste Gemeinde Cesano mit ihrem Ortsteil Muggiano. Mit der Wiederherstellung des Österreichischen Herrschafts wurden alle diesen Gemeinden 1816 wieder selbstständig.
An der Gründung des Königreichs Italien (1861) zählte Baggio 1251 Einwohner. 1869 wurden die Gemeinden Muggiano und Sellanuova nach Baggio eingemeindet.
Per Dekret vom 2. September 1923 der neugewählten faschistischen Regierung wurde Baggio mit anderen zehn Gemeinden zur Stadt Mailand angeschlossen.